# Bobbie Sparrow
Barbara Jane (Bobbie) Sparrow (née le 11 juillet 1935 est une femme politique canadienne ; elle était députée à la Chambre des communes du Canada, représentant la circonscription de Calgary-Sud-Ouest sous la bannière du Parti progressiste-conservateur du Canada.

## Biographie
Anciennement infirmière et femme d'affaires, elle est d'abord élue lors de l'élection fédérale de 1984 pour le Parti progressiste-conservateur, et est réélue en 1988. En 1991, elle devient la secrétaire parlementaire du ministère de la santé. 
En 1993, lorsque Kim Campbell succède à Brian Mulroney, Sparrow devient ministre de l'Énergie, des Mines et des Ressources du Canada et de la Foresterie. 
Lors de l'élection fédérale de 1993, Bobbie Sparrow est défaite par le chef du Parti réformiste du Canada; Preston Manning